# San Salvador en Lauro (título cardenalicio)
San Salvador en Lauro es un título cardenalicio diaconal de la Iglesia Católica. Fue instituido por el papa Benedicto XVI en 2007 con la bula Purpuratis Patribus.

## Historia
La iglesia de San Salvador en Lauro es una antigua iglesia de Roma que aparece en el catálogo realizado en 1186 durante el pontificado de Urbano III. El papa Sixto V instituyó el título presbiteral de San Salvador en Lauro el 13 de abril de 1587, con la constitución apostólica Religiosa sanctorum, suprimiendo el título de San Simeón profeta que fue trasladado a este. El papa Clemente X suprimió el título presbiteral el 19 de mayo de 1670, trasladándolo a San Bernardo en las Termas.

## Titulares presbíteros
- Scipione Lancellotti (20 de abril de 1587 - 2 de junio de 1598)
- Silvio Antoniano (17 de marzo de 1599 - 16 de agosto de 1603)
- Séraphin Olivier-Razali (25 de junio de 1604 - 10 de febrero de 1609)
- Orazio Lancellotti (12 de septiembre de 1611 - 9 de diciembre de 1620)
- Pietro Valier (3 de marzo de 1621 - 18 de marzo de 1624)
- Luca Antonio Virili (17 de diciembre de 1629 - 4 de junio de 1634)
- Ciriaco Rocci (13 de agosto de 1635 - 25 de septiembre de 1651)
- Pietro Vito Ottoboni (11 de marzo de 1652 - 15 de noviembre de 1660) Fue papa Alejandro VIII
- Sforza Pallavicino, S.J. (6 de diciembre de 1660 - 5 de junio de 1667)
- Giovanni Dolfin (18 de julio de 1667 - 19 de mayo de 1670)

## Titulares diáconos
- Angelo Comastri (24 de noviembre de 2007)